# Cajazeiras do Piauí
Cajazeiras do Piauí este un oraș în Piauí (PI), Brazilia.